# NewJeans
NewJeans (Hangul: 뉴진스) is een Zuid-Koreaanse meidengroep die in 2022 werd opgericht door ADOR, een bedrijfsdivisie van Hybe Corporation.
De groep bestaat uit vijf leden, namelijk Minji, Hanni, Danielle, Haerin en Hyein.

## Beschrijving
De band debuteerde in juli 2022 met de single "Attention". Het nummer kreeg een nummer een-notering in de Koreaanse Circle Chart-hitlijsten. Kort daarna werd het nummer opgevolgd door twee andere singles, "Hype Boy" en "Cookie". De singles werden in 2022 gebundeld op een debuutep, getiteld New Jeans.
Begin 2023 kwam een tweede ep uit onder de titel OMG. Het album bevat het liedje "Ditto", dat de langste nummer een-notering had in de Circle Chart-hitlijst.
De ep Get Up uit 2023 kwam op nummer een in de Amerikaanse Billboard 200 en was binnen een week na uitgave 1,65 miljoen keer verkocht. Een jaar later was de verkoop gegroeid naar 2,14 miljoen exemplaren.
De naam NewJeans is een woordspeling op het Engelse new genes of nieuwe genen, als aanduiding voor een nieuwe generatie popmuziek.

## Discografie

### Albums
- New Jeans (2022, ep)
- OMG (2023, single-album)
- Get Up (2023, ep)
- NJWMX, (2023, remixalbum)
- How Sweet (2024, single-album)
- Supernatural (2024, single-album)

### Singles
Singles met een nummer een- of twee-notering in de Koreaanse Circle Chart-hitlijsten.
- "Attention" (2022)
- "Hype Boy" (2022)
- "Ditto" (2022)
- "OMG" (2023)
- "Super Shy" (2023)
- "ETA" (2023)

## Leden

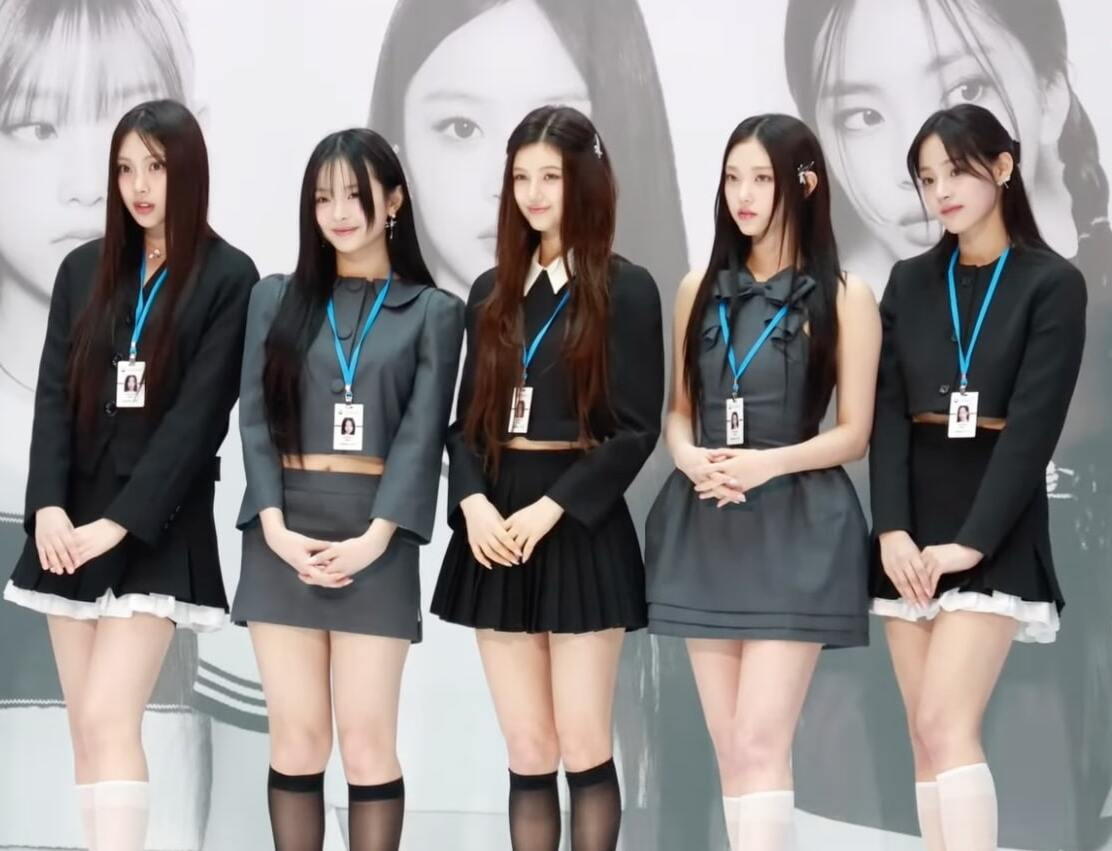
Hyein, Hanni, Danielle, Haerin en Minji

| Artiestennaam | Artiestennaam | Naam           | Geboortedatum  |
| Gelatiniseerd | Hangul        | Gelatiniseerd  | Geboortedatum  |
| ------------- | ------------- | -------------- | -------------- |
| Minji         | 김민지        | Kim Minji      | 7 mei 2004     |
| Hanni         | 하니          | Phạm Ngọc Hân  | 6 oktober 2004 |
| Danielle      | 다니엘        | Danielle Marsh | 11 april 2005  |
| Haerin        | 강해린        | Kang Haerin    | 15 mei 2006    |
| Hyein         | 이혜인        | Lee Hyein      | 21 april 2008  |